# Amma Darko
Pour les articles homonymes, voir Darko.
Œuvres principales
- Beyond the Horizon (en français : Par-delà l'horizon)
- Faceless
- The Housemaid
- Not Without Flowers

Compléments
Bien qu d'expression anglaise, l'auteur publie ses livres en allemand et en Allemagne en premier. Toutes ses œuvres n'ont pas été publiées en anglais.
Amma Darko (née Ophélia Amma Darko le 26 juin 1956 à Koforidua, Ghana) est une écrivaine ghanéenne.

## Biographie
Amma Darko est née à Koforidua, la capitale de la Région Orientale du Ghana, d'une mère Fanti native de Saltpond (à côté de Cape Coast) en Région du Centre et d'un père Akwapim né à Aburi en Région Orientale,. Suivant la tradition matrilinéaire de son peuple, Amma Darko appartient à l'ethnie Fanti comme sa mère, et a reçu le nom d'Amma comme tous les enfants de sexe féminin nés un samedi,.
Elle a étudié à la Kwame Nkrumah University of Science and Technology (KNUST) de Kumasi (Région d'Ashanti, Ghana) et y a obtenu son diplôme en 1980. Elle commence par travailler dans le Technology Consultancy Centre avant de partir en 1981 pour l'Allemagne où elle restera plusieurs années.
Etablie à Hildesheim, elle gagne sa vie grâce à de petits emplois jusqu'à son retour dans son pays d'origine en 1987,.
Elle vit depuis lors à Accra avec son mari et ses trois enfants et y travaille en tant qu'inspecteur des impôts au sein de l'Internal Revenue Service ghanéen,.

## L'œuvre d'Amma Darko
Ses romans donnent un aperçu de la vie de tous les jours au Ghana.
Son premier roman, Der verkaufte Traum (en anglais : Beyond the horizon) est le seul qui soit paru en Français sous le titre Par delà l'horizon ; il a été publié en Allemagne en 1991 et a été classé en 1995 dans les 12 meilleurs romans du Feminist Book Festival qui se tient en Grande-Bretagne. Ses livres suivants sont tous parus également en Allemagne et en allemand avant que certains ne soient traduits en anglais.
Dans Der verkaufte Traum (en français : Le Rêve vendu, non traduit), Amma Darko campe le décor de son histoire en Allemagne.
Son roman  Faceless (en français : Sans visage, non traduit) est le premier qui soit paru au Ghana en 2003. Une adaptation cinématographique de 53 minutes a été tournée en Allemagne en 2007 avec Eva Maschke à la caméra et Dominique Geisler au montage. Le film, baptisé Roaming Around, a reçu le German Camera Prize 2007.
Amma Darko se décrit avant tout comme une conteuse d'histoires, qui cherche son inspiration dans le monde qui l'entoure et plus particulièrement dans les situations que son métier lui fait rencontrer. Bien que ses écrits soient parfois perçus comme défendant une position féministe, l'écrivaine se défend de réduire son message à ce qu'elle considère comme une vision réductrice du contenu de son œuvre.

## Œuvres publiées
- (de) Amma Darko, Der verkaufte Traum, Schmetterling Verlag GmbH, septembre 1991, 179 p. (ISBN 978-3-926369-14-7)Traduit en Anglais sous le titre Beyond the Horizon, Heinemann International Literature & Textbooks, coll. « African Writers », 16 mars 1995, 140 p. (ISBN 9780435909901) et en Français sous le tire Par delà l'horizon, Actes Sud, coll. « Romans, Nouvell », 4 juin 1999, 196 p. (ISBN 9782742712724)
- (de) Amma Darko, Spinnweben, Schmetterling Verlag GmbH, 30 juin 1996, 283 p. (ISBN 978-3-926369-17-8)
- (de) Amma Darko, Verirrtes Herz, Schmetterling Verlag GmbH, 30 septembre 2000, 173 p. (ISBN 978-3-89657-119-9)
- (de) Amma Darko, Das Hausmädchen : Im Überfluß, Schmetterling Verlag GmbH, 31 décembre 2001, 178 p. (ISBN 978-3-89657-121-2)Original Anglais sous le titre The Housemaid, Heinemann International Literature & Textbooks, coll. « African Writers », 1er juillet 2008, 107 p. (ISBN 9780435910082)
- (en) Amma Darko, Faceless, Accra, Ghana, Sub-Saharan Publishers, août 2003, 236 p. (ISBN 978-9988-550-50-9)Traduit en Allemand sous le titre (de) Die Gesichtslosen, Schmetterling Verlag GmbH, mars 2003, 180 p. (ISBN 9783896571267)
- (de) Amma Darko, Das Lächeln der Nemesis, Schmetterling Verlag GmbH, septembre 2006, 259 p. (ISBN 978-3-89657-130-4)Original Anglais sous le titre Not Without Flowers, Accra, Ghana, Sub-Saharan Publishers, 18 septembre 2007, 372 p. (ISBN 9789988647131)(en) Amma Darko, Between Two Worlds, Accra, Ghana, Sub-Saharan Publishers, 2015, 176 p. (ISBN 978-9988-647-93-3)
- (de) Amma Darko, Das Halsband der Geschichten : Märchenerzählung aus Ghana, Meldorf, elbaol verlag hamburg, 2019, 164 p. (ISBN 978-3-939771-74-6, lire en ligne)

## Liens internets
- (de),(en) Amma Darko, Dr. Regina Bouillon, « Amma Darko », 2006 (consulté le 28 avril 2010)
- (de) « Die Muse kommt auch ins Steueramt », sur NZZ, 10 juillet 2007